# Pendine Sands
Pendine Sands est une plage de 11 km de longueur sur les rives de la baie de Carmarthen, à la côte sud du pays de Galles. Elle s'étend de Gilman Point à l'ouest et Laugharne Sands à l'est. Le village de Pendine est proche de l'extrémité ouest de Pendine Sands.
Au début des années 1900, les sables furent utilisés comme lieu de rencontre des amateurs de voitures et de motos de course. À partir de 1922 s'y tint l'événement annuel Welsh TT motor cycle, une course de motos.
La surface ferme et plane de la plage crée une piste de course plus droite et plus lisse que la plupart des grandes routes de l'époque. Le magazine Motor Cycle décrit les sables comme « la meilleure piste de course naturelle imaginable. »

## Tentatives de records
Dans les années 1920, il devint clair que les routes et les pistes de course n'étaient plus des sites adéquats pour les tentatives de records de vitesse sur terre. Lorsque les vitesses des records approchèrent 240 km/h, les exigences pour l'accélération jusqu'à la vitesse maximale avant la portion de mesure et la distance de freinage nécessaire par la suite firent en sorte qu'une surface lisse, plane et droite d'au moins 8 km de longueur soit nécessaire.
La première personne à utiliser Pendine Sands pour une tentative de record du monde de vitesse sur terre fut Malcolm Campbell. Le 25 septembre 1924, il définit un nouveau record du monde de vitesse sur terre de 235,22 km/h à Pendine Sands dans sa voiture « l'Oiseau Bleu » (Blue Bird), première du nom, la Sunbeam 350HP.

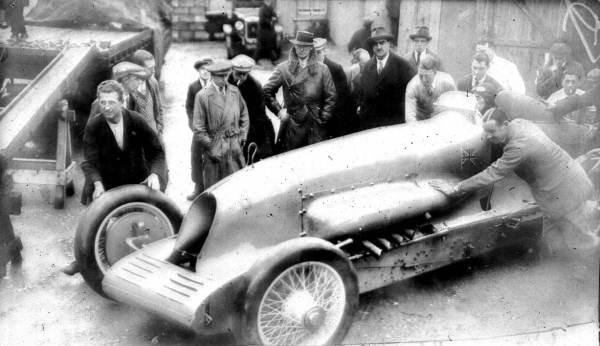
Campbell à Pendine en 1927.

Quatre autres tentatives de record furent faites à Pendine Sands entre 1924 et 1927 ; deux de plus par Campbell, et deux par le Gallois J. G. Parry-Thomas dans sa voiture Babs. La barrière des 150 miles à l'heure (241 km/h) tomba définitivement, et Campbell porta même le record du monde à 280,38 km/h en février 1927 avec son deuxième Oiseau Bleu. Le 3 mars 1927, Parry-Thomas tenta de battre Campbell. Lors de sa course de retour (un record de vitesse est une moyenne de deux trajets opposés et consécutifs au même endroit, soit un aller et un retour), à environ 270 km/h, la voiture s'est écrasée. Il y a une fausse légende urbaine qui veut que la chaîne d'entraînement se soit cassée et ait partiellement décapité le pilote ; Babs serait devenue incontrôlable et chavira. Parry-Thomas fut le premier pilote à être tué dans une tentative de record du monde de vitesse sur terre. Une autre tentative de records de vitesse sur terre fut planifiée par Giulio Foresti sur Djelmo, mais Foresti s'écrasa lors d'un essai le 26 novembre 1927, détruisant totalement la voiture,.
En juin 2000, Don Wales, petit-fils de Malcolm Campbell et neveu de Donald Campbell, établit le record de vitesse sur terre pour un véhicule électrique au Royaume-Uni à Pendine Sands dans la Bluebird Electric 2, atteignant une vitesse de 220 km/h.
En 1933, Amy Johnson et son mari, Jim Mollison, décollèrent de Pendine Sands dans un de Havilland Dragon Rapide, G-ACCV "Seafarer", pour voler sans escale jusqu'à New York. Leur avion, à court de carburant, fut contraint de s'écraser à Bridgeport, Connecticut, près de New York ; tous deux furent grièvement blessés dans l'accident.

## Aujourd'hui
Le Ministère de la Défense (MOD) a acquis Pendine Sands au cours de la Seconde Guerre mondiale et l'a utilisé comme champ de tir. La plage est toujours détenue par le Ministère de la Défense ; des panneaux bien visibles avertissent des dangers des munitions non explosées et l'accès du public est limité. Du lundi au vendredi, une partie de la plage est fermée en raison des opérations du MOD. Entre le 9 juillet 2004 et mai 2010, tous les véhicules furent interdits à Pendine en raison de problèmes de sécurité, mais, depuis mai 2010, les voitures sont de nouveau autorisées à y accéder.
La voiture de J. G. Parry-Thomas fut enterrée dans le sable des dunes, près du village de Pendine, après son accident. En 1969, Owen Wyn Owen, un ingénieur-chargé de cours du Collège Technique Bangor, reçut la permission de déterrer Babs, qu'il passa les 16 années suivantes à restaurer. La voiture est exposée au Musée de la vitesse dans le village de Pendine pendant les mois d'été.
Les 21 et 22 juin 2013, le Pendine Land Speed Racing Club relança les courses de vitesse terrestre sur le sable.
Le Vintage Hot Rod Association a accueilli sa première course Amateur Hot Rod à Pendine Sands, le 7 septembre 2013. La course est ouverte aux membres de la VHRA et leurs hot rods d'avant 1949 et 80 véhicules furent chronométrés à plat sur le sable. L'événement culmina lorsque la VHRA gagna l'Événement Automobile de l'Année à l'International Historic Motoring Awards. C'est un événement annuel, rassemblant des hot-rodders du monde entier.
En septembre 2013, Guy Martin brisa le record de vitesse du Royaume-Uni pour un vélo monté dans le sillage d'un autre véhicule. Il atteignit une vitesse de pointe de 181,7 km/h lors de la conduite derrière un camion modifié piloté par l'ancien vainqueur du British Truck Racing Championship, Dave Jenkins. Les préparatifs pour la tentative de record furent documentés dans l'Épisode 1 d'une série de Channel 4 appelée Speed with Guy Martin, diffusée pour la première fois au Royaume-Uni en décembre 2013.
Le 7 mai 2015, Idris Elba brisa le record historique « Flying Mile », initialement fixé par Malcolm Campbell, dans une Bentley Continental GT Speed,,.

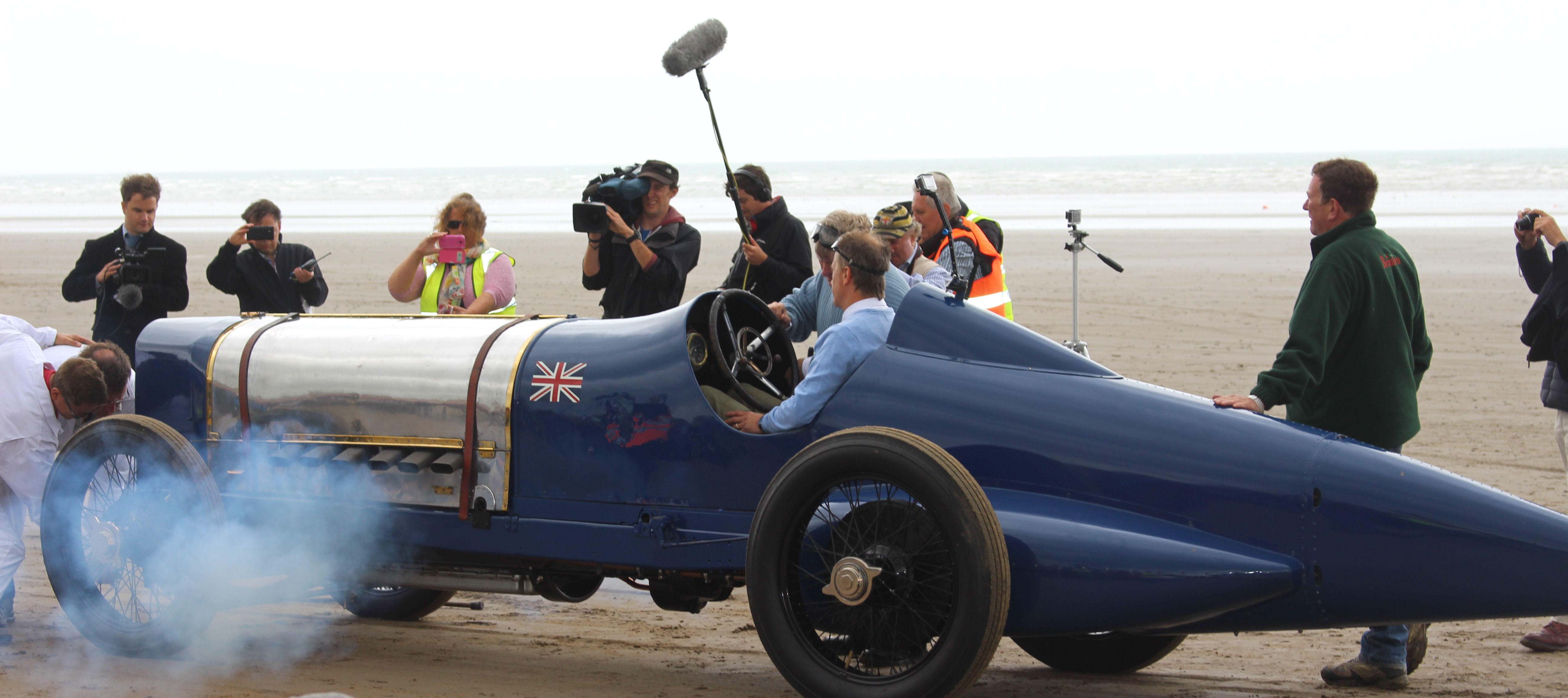
La Sunbeam 350HP (la première Oiseau Bleu) à Pendine Sands au pays de Galles à l'occasion du du record de vitesse sur terre de Malcolm Campbell.

Le 21 juillet 2015, sur la plage de Pendine au pays de Galles, au 90e anniversaire du premier record du monde de vitesse sur terre dans Bluebird par Malcolm Campbell, l'exploit fut réédité par son petit-fils, Don Wales, également détenteur d'un record de vitesse sur terre, qui recréé l'événement dans la voiture entièrement restaurée,. Commentant la restauration, Don déclara : « Cette belle voiture a été soigneusement restaurée et entretenue par Doug Hill et il est juste qu'une voiture aussi emblématique mérite d'avoir la dernière pièce en place pour être complète ! » La nouvelle boîte de vitesses sera le cadre d'un projet à long terme de restauration de la voiture à son état de 1925. Cela exigea aussi la fabrication de deux tuyaux d'échappement pleine longueur, d'un nouveau siège avec son rembourrage, et la fabrication d'un cône de nez légèrement diminué et des guêtres de roues arrière.
Le Musée de la Vitesse de Pendine ouvrit ses portes en 1996 pour commémorer ces héroïques aventures qui enthousiasmèrent les foules et marquèrent l'entre-deux-guerres.